# دنیس هیزبرت
دنیس هیزبرت (به انگلیسی: Dennis Haysbert) (زاده ۲ ژوئن ۱۹۵۴) بازیگر اهل ایالات متحده آمریکا است. او فارغ‌التحصیل از آکادمی هنرهای دراماتیک آمریکا (AADA) است.

## فیلم‌شناسی

### سریال‌ها
- سریال ۲۴ (۸۱ قسمت)
- خیال (نقش دوره ای)
- یگان (۶۹ قسمت)
- ملکه الکس هیلی
- لوسیفر

### فیلم سینمایی
- لیگ اصلی (۱۹۸۹)
- یگان ویژه (۱۹۹۰)
- لاو فیلد (۱۹۹۲)
- در انتظار بازدم (۱۹۹۵)
- مخمصه (۱۹۹۵)
- قدرت مطلق (۱۹۹۷)
- طبقه سیزدهم (۱۹۹۹)
- قلب تصادفی (۱۹۹۹)
- مرد منفی (۱۹۹۹)
- عشق و بسکتبال (۲۰۰۰)
- قلب (۲۰۰۲)
- دور از بهشت (۲۰۰۲)
- جارهد (۲۰۰۵)
- بدرود بافانا (۲۰۰۷)
- شکاف (۲۰۰۷)
- تد ۲ (۲۰۱۲)
- به جنگل خوش آمدید (۲۰۱۳)
- دوران زندگی یک شاه (۲۰۱۳)
- شهر گناه: بانویی که به خاطرش می‌کشم (۲۰۱۴)
- تک‌تیرانداز: میراث (۲۰۱۴)
- مردان، زنان و کودکان (۲۰۱۴)
- تک‌تیرانداز: شبح تیرانداز (۲۰۱۶)
- جارهد ۳: محاصره (۲۰۱۶)
- طلوع مرگ(۲۰۱۶)
- عریان (۲۰۱۷)
- برج تاریک (۲۰۱۷)
- مبارزه با مشت (۲۰۱۷)
- بازی با آتش (۲۰۱۹)
- خط‌شکنی (۲۰۱۹)
- وسواس نهان (۲۰۱۹)

خروج ممنوع (۲۰۲۳)

### صداپیشه
- سندباد: افسانه هفت دریا (۲۰۰۳)
- پاندای کونگ‌فوکار ۲ (۲۰۱۱)
- پاندای کونگ‌فوکار: اسرار استادان (۲۰۱۱)
- رالف خرابکار (۲۰۱۲)
- آقای پیبادی و شرمن (۲۰۱۴)
- چطور ماری کریسمس را نجات داد (۲۰۱۴)